# Fedorivka, Ivankiv
Fedorivka (în ucraineană Федорівка) este un sat în așezarea urbană Ivankiv din regiunea Kiev, Ucraina.

## Demografie
Componența lingvistică a localității Fedorivka
     Ucraineană (98,53%)
     Rusă (1,47%)
Conform recensământului din 2001, majoritatea populației localității Fedorivka era vorbitoare de ucraineană (98,53%), existând în minoritate și vorbitori de rusă (1,47%).